# Limitless (Jennifer Lopez)
Limitless è un singolo della cantante statunitense Jennifer Lopez, pubblicato il 16 novembre 2018.

## Descrizione
Scritto da Sia, il brano è stato composta per la colonna sonora della commedia romantica Ricomincio da me (Second Act), di cui Jennifer Lopez è protagonista e produttrice. Il brano è stato presentato ed eseguito per la prima volta dalla cantante l'8 ottobre 2018 nel corso della quarantaseiesima edizione degli American Music Award.

## Video musicale
Il videoclip del brano, diretto dalla stessa Jennifer Lopez al suo debutto come regista, è stato pubblicato il 20 dicembre 2018 sul canale Vevo-YouTube della cantante. Nel video la cantante è accompagnata da sua figlia Emme, al suo debutto come attrice. 